# Crede (Virginia Occidental)
Crede es un área no incorporada ubicada dentro del Distrito 4, una división civil menor del condado de Kanawha, Virginia Occidental, Estados Unidos. Está catalogada como un asentamiento humano por la Junta de Nombres Geográficos de los Estados Unidos.

## Identificador
El número de identificación asignado por el Sistema de Información de Nombres Geográficos es 1537812.

## Geografía
Se encuentra a una altitud de 200 metros sobre el nivel del mar (656 pies) según el conjunto de datos de elevación nacional.